# 普通田鼠
普通田鼠（学名：Microtus arvalis）为仓鼠科田鼠属的动物。在中国大陆，分布于黑龙江、新疆、吉林等地，多生活于森林区草甸、河滩地、草原、半荒漠（湿地）。该物种的模式产地在德国。

## 亚种
- 普通田鼠贝加尔亚种（学名：Microtus arvalis mongolicus），Radde于1862年命名。在中国大陆，分布于黑龙江、吉林等地。该物种的模式产地不详。[3]
- 普通田鼠北疆亚种（学名：Microtus arvalis obscurus），Eversmann于1841年命名。在中国大陆，分布于新疆（北部）等地。该物种的模式产地在苏联阿尔泰。[4]